# 岩手県道35号釜石遠野線
岩手県道35号釜石遠野線（いわてけんどう35ごう かまいしとおのせん）は、岩手県釜石市から遠野市に至る県道（主要地方道）である。この道路は、通称大槌街道と呼ばれる。

## 概要
遠野から大槌町・宮古市方面への最短ルートで、途中にはあんべ光俊（飛行船）の曲「遠野物語」に登場する笛吹峠や、かつて鉱山で栄えた橋野高炉跡がある。笛吹峠は幅員狭小で急勾配・急カーブが連続している。

### 路線データ
- 実延長：37,243.8 m[1]
- 起点：釜石市[1]（国道45号交点）
- 終点：遠野市[1]（国道283号遠野バイパス交点）

## 歴史
- 1959年（昭和34年）3月31日 - 遠野鵜住居線として県道に認定される[2]。
- 1976年（昭和51年）10月1日 - 釜石遠野線として県道に認定される[3]。
- 1982年（昭和57年）4月1日 - 県道釜石遠野線が、釜石遠野線として建設省（現・国土交通省）ら主要地方道の指定を受ける[4]。
- 1993年（平成5年）5月11日 - 建設省により改めて主要地方道の指定を受ける[5]。

## 地理

### 通過する自治体
- 釜石市
- 遠野市

### 交差する道路
- 国道45号（寺前交差点・釜石市鵜住居町四丁目）
- 国道283号（国道340号重複）（遠野市青笹町糠前15地割）